# تورپ کنستانتین
تورپ کنستانتین (به انگلیسی: Thorpe Constantine) یک روستا و محله مدنی در بریتانیا است که در لیچفیلد واقع شده‌است.